# Campeonato Brasileiro de Futebol Sub-17 de 2021
O Campeonato Brasileiro Sub-17 de 2021 foi a terceira edição desta competição futebolística de categoria de base organizada pela Confederação Brasileira de Futebol (CBF).
Foi disputada por 20 equipes entre os dias 7 de maio e 16 de agosto. O clássico dos Milhões, por sua vez, protagonizou a decisão. Na ocasião, o Flamengo reverteu a desvantagem do adversário com um gol marcado aos 48 minutos do segundo tempo. Com esses resultados, o clube conquistou o seu segundo título na história da competição.
Após a finalíssima, jogadores e integrantes da comissão técnica do Flamengo falaram sobre a conquista. O técnico Mario Jorge elogiou a perseverança de seus jogadores, enquanto o autor do gol do título, Petterson, exaltou o trabalho do elenco do clube. Por sua vez, o atacante Victor Hugo valorizou a persistência do grupo para reverter a desvantagem do primeiro jogo.

## Formato e participantes
A CBF divulgou o regulamento e a tabela detalhada do Campeonato Brasileiro Sub-17 no dia 2 de abril de 2021. O torneio foi disputado no mesmo molde da temporada anterior: numa primeira fase, as 20 agremiações foram divididas em dois grupos, com dez integrantes cada. Os clubes enfrentaram os adversários de suas chaves em turno único, com os quatro primeiros classificando às quartas de final. Após isso, o torneio adotou um sistema eliminatório. As vintes agremiações que participaram desta edição foram:
| Federação                                            | Participantes        | Participações | Títulos  |
| ---------------------------------------------------- | -------------------- | ------------- | -------- |
| Bahia                                                | Bahia                | 2             | —        |
| Ceará                                                | Ceará                | 1             | —        |
| Ceará                                                | Fortaleza            | —             | —        |
| Goiás                                                | Atlético Goianiense  | —             | —        |
| Minas Gerais                                         | América Mineiro      | 2             | —        |
| Minas Gerais                                         | Atlético Mineiro     | 2             | —        |
| Minas Gerais                                         | Cruzeiro             | 2             | —        |
| Paraná                                               | Athletico Paranaense | 2             | —        |
| Pernambuco                                           | Sport                | 2             | —        |
| Rio de Janeiro \|style="text-align: left;"\|Botafogo | 2                    | —             |          |
| Rio de Janeiro \|style="text-align: left;"\|Botafogo | Flamengo             | 2             | 1 (2019) |
| Rio de Janeiro \|style="text-align: left;"\|Botafogo | Fluminense           | 2             | 1 (2020) |
| Rio de Janeiro \|style="text-align: left;"\|Botafogo | Vasco da Gama        | 2             | —        |
| Rio Grande do Sul                                    | Grêmio               | 2             | —        |
| Rio Grande do Sul                                    | Internacional        | 2             | —        |
| Santa Catarina                                       | Chapecoense          | 2             | —        |
| São Paulo                                            | Corinthians          | 2             | —        |
| São Paulo                                            | Palmeiras            | 2             | —        |
| São Paulo                                            | Santos               | 2             | —        |
| São Paulo                                            | São Paulo            | 2             | —        |

## Resumo
Originalmente, o torneio estava programado para começar em 23 de março; contudo, a organização adiou o início em decorrência da pandemia de COVID-19. Poucas semanas depois, divulgou-se a previsão de início para o mês de maio. Em 7 de maio, Cruzeiro e São Paulo empataram no jogo inaugural desta edição. O primeiro grupo terminou com a liderança do Flamengo, que venceu oito dos nove jogo que realizou. Palmeiras e São Paulo ocuparam a segunda e terceira posição, respectivamente, garantindo as classificações de forma antecipada. A última vaga ficou com o Cruzeiro, que obteve quinze pontos. Já o segundo grupo apresentou uma disputa pelas três primeiras posições. O Athletico Paranaense venceu o seu último jogo e contou com um tropeço do Fluminense para conquistar a liderança. Fluminense e Vasco da Gama ocuparam a segunda e terceira posições, respectivamente, ambos ficaram um ponto atrás do líder. Por fim, a última vaga do grupo ficou com o Atlético Mineiro.
As primeiras partidas das quartas de final foram realizadas em 8 de julho. Atlético Mineiro e Flamengo protagonizaram o primeiro confronto eliminatório, no qual o clube carioca saiu vitorioso após vencer o primeiro jogo por 2 a 0 e perder o segundo por 1 a 0. O embate entre Fluminense e São Paulo teve um contexto semelhante: o clube paulistano goleou o adversário no primeiro jogo e obteve a classificação mesmo sendo derrotado no segundo. Na outra parte do chaveamento, Cruzeiro e Vasco da Gama se qualificaram para as semifinais. O clube mineiro conseguiu reverter uma desvantagem e eliminou o Athletico Paranaense em Curitiba, enquanto o Vasco da Gama eliminou o Palmeiras.
A primeira semifinal foi protagonizada por Flamengo e São Paulo, que fizeram um jogo equilibrado em Cotia. O clube mandante abriu dois gols de vantagem; contudo, levou a virada e somente empatou o placar nos últimos minutos. No jogo de volta, o clube carioca venceu pelo placar de 2 a 1. No entanto, o jogo ficou marcado por um gol são-paulino erroneamente anulado. Na outra semifinal, o Vasco da Gama conseguiu dois gols de vantagem contra o Cruzeiro. Este último, por sua vez, empatou o jogo nos acréscimos. Apesar disso, o clube carioca goleou o segundo confronto e se qualificou para a decisão.
Em 6 de agosto, a CBF divulgou a tabela da final. Na ocasião, a organização determinou as datas e os locais dos confrontos: o primeiro jogo teve o estádio São Januário como sede, enquanto a finalíssima foi disputada no estádio Raulino de Oliveira. O Vasco da Gama não conseguiu criar grandes oportunidades. Por outro lado, o Flamengo marcou logo aos nove minutos, quando Matheus Gonçalves driblou a marcação e arrematou. O clube mandante então se impôs ofensivamente, empatou o placar e quase virou o mesmo. No entanto, a virada veio no segundo tempo com Erik Marcus e Ícaro. A finalíssima foi realizada quatro dias depois. O Flamengo conseguiu reverter a desvantagem logo no primeiro tempo, quando marcou três gols. O Vasco da Gama diminuiu o placar no segundo; contudo, o gol do título do Flamengo foi marcado aos 48 minutos.

## Resultados
Os resultados das partidas da competição estão apresentados nos chaveamentos abaixo. A primeira fase foi disputada por pontos corridos, com os seguintes critérios de desempates sendo adotados em caso de igualdades: número de vitórias, saldo de gols, número de gols marcados, número de cartões vermelhos recebidos, número cartões amarelos recebidos e sorteio. Por outro lado, as fases eliminatórias consistiram de partidas de ida e volta, as equipes mandantes da primeira partida estão destacadas em itálico e as vencedoras do confronto, em negrito. Conforme preestabelecido no regulamento, o resultado agregado das duas partidas definiram quem avançou à final, que foi disputada por Flamengo e Vasco da Gama e vencida pela primeira equipe, que se tornou campeã da edição.

### Fases finais
|  | Quartas de final     | Quartas de final | Quartas de final | Quartas de final |   |           | Semifinais                | Semifinais                | Semifinais                | Semifinais                |  |               | Final             | Final             | Final             | Final             |  |  |
|  | 8 a 16 de julho      | 8 a 16 de julho  | 8 a 16 de julho  | 8 a 16 de julho  |   |           | 24 de julho a 1 de agosto | 24 de julho a 1 de agosto | 24 de julho a 1 de agosto | 24 de julho a 1 de agosto |  |               | 12 e 16 de agosto | 12 e 16 de agosto | 12 e 16 de agosto | 12 e 16 de agosto |  |  |
|  |                      |                  |                  |                  |   |           |                           |                           |                           |                           |  |               |                   |                   |                   |                   |  |  |
|  | Cruzeiro             | 0                | 3                | 3                |   |           |                           |                           |                           |                           |  |               |                   |                   |                   |                   |  |  |
|  | Athletico Paranaense | 1                | 1                | 2                |   |           |                           |                           |                           |                           |  |               |                   |                   |                   |                   |  |  |
|  | Athletico Paranaense | 1                | 1                | 2                |   | Cruzeiro  | 2                         | 2                         | 4                         |                           |  |               |                   |                   |                   |                   |  |  |
|  |                      |                  |                  |                  |   | Cruzeiro  | 2                         | 2                         | 4                         |                           |  |               |                   |                   |                   |                   |  |  |
|  |                      | Vasco da Gama    | 2                | 6                | 8 |           |                           |                           |                           |                           |  |               |                   |                   |                   |                   |  |  |
|  | Vasco da Gama        | Vasco da Gama    | 2                | 6                | 8 | 2         | 2                         | 4                         |                           |                           |  |               |                   |                   |                   |                   |  |  |
|  | Vasco da Gama        |                  |                  |                  |   | 2         | 2                         | 4                         |                           |                           |  |               |                   |                   |                   |                   |  |  |
|  | Palmeiras            | 1                | 2                | 3                |   |           |                           |                           |                           |                           |  |               |                   |                   |                   |                   |  |  |
|  | Palmeiras            | 1                | 2                | 3                |   |           |                           |                           |                           |                           |  | Vasco da Gama | 3                 | 1                 | 4                 |                   |  |  |
|  |                      |                  |                  |                  |   |           |                           |                           |                           |                           |  | Vasco da Gama | 3                 | 1                 | 4                 |                   |  |  |
|  |                      | Flamengo         | 1                | 4                | 5 |           |                           |                           |                           |                           |  |               |                   |                   |                   |                   |  |  |
|  | São Paulo            | Flamengo         | 1                | 4                | 5 | 4         | 0                         | 4                         |                           |                           |  |               |                   |                   |                   |                   |  |  |
|  | São Paulo            |                  |                  |                  |   | 4         | 0                         | 4                         |                           |                           |  |               |                   |                   |                   |                   |  |  |
|  | Fluminense           | 1                | 2                | 3                |   |           |                           |                           |                           |                           |  |               |                   |                   |                   |                   |  |  |
|  | Fluminense           | 1                | 2                | 3                |   | São Paulo | 3                         | 1                         | 4                         |                           |  |               |                   |                   |                   |                   |  |  |
|  |                      |                  |                  |                  |   | São Paulo | 3                         | 1                         | 4                         |                           |  |               |                   |                   |                   |                   |  |  |
|  |                      | Flamengo         | 3                | 2                | 5 |           |                           |                           |                           |                           |  |               |                   |                   |                   |                   |  |  |
|  | Atlético Mineiro     | Flamengo         | 3                | 2                | 5 | 0         | 1                         | 1                         |                           |                           |  |               |                   |                   |                   |                   |  |  |
|  | Atlético Mineiro     |                  |                  |                  |   | 0         | 1                         | 1                         |                           |                           |  |               |                   |                   |                   |                   |  |  |
|  | Flamengo             | 2                | 0                | 2                |   |           |                           |                           |                           |                           |  |               |                   |                   |                   |                   |  |  |